# 松霍芬
松霍芬是奥地利施蒂利亚州哈特贝格县的一个市镇。总面积21.24平方公里，总人口1052人，人口密度49.5人/平方公里（2005年）。